# Сноуден (фильм)
«Сноуден» (англ. Snowden) — американский биографический политический триллер режиссёра Оливера Стоуна по сценарию Стоуна и Кирана Фицджералда, основанному на книгах «Файлы Сноудена: История самого разыскиваемого человека в мире» Люка Хардинга и «Время спрута» Анатолия Кучерены. Роль Эдварда Сноудена сыграл американский актёр Джозеф Гордон-Левитт. Премьера в США состоялась 16 сентября 2016 года, в России — 15 сентября 2016 года.

## Сюжет
Фильм описывает историю американского профессионального программиста, бывшего спецагента ЦРУ и АНБ Эдварда Сноудена, который в июне 2013 года передал прессе секретную информацию американских спецслужб, после чего вынужден был бежать из США, а затем после нескольких переездов провёл три недели в московском аэропорту Шереметьево.

## В ролях
| Актёр                | Роль                        |
| -------------------- | --------------------------- |
| Джозеф Гордон-Левитт | Эдвард Сноуден              |
| Шейлин Вудли         | Линдси Миллс                |
| Мелисса Лео          | Лора Пойтрас                |
| Закари Куинто        | Гленн Гринвальд             |
| Том Уилкинсон        | Юэн Макаскилл               |
| Скотт Иствуд         | агент АНБ Тревор Джеймс     |
| Логан Маршалл-Грин   | пилот                       |
| Рис Иванс            | Корбин О’Брайан             |
| Николас Кейдж        | Хэнк Форрестер              |
| Тимоти Олифант       | агент ЦРУ Женева            |
| Джоэли Ричардсон     | Джанин Гибсон               |
| Бен Шнетцер          | Габриэль Сол                |
| Лакит Стэнфилд       | Патрик Хейнс                |
| Эдвард Сноуден       | камео                       |
| Анатолий Кучерена    | русский дипломат на банкете |

## Создание

### Разработка
2 июня 2014 было объявлено, что Оливер Стоун и Мориц Борман приобрели права на книгу «Файлы Сноудена: История самого разыскиваемого человека в мире» Люка Хардинга и что Стоун напишет сценарий и снимет фильм, основанный на книге. 10 июня 2014 Стоун приобрёл права на ещё одну книгу «Время спрута» Анатолия Кучерены. Стоун будет использовать обе книги в качестве источников при написании сценария. 6 ноября 2014 Open Road Films приобрела права на распространение фильма в США, в то время как Wild Bunch будет распространять фильм за рубеж. 10 ноября 2014 Deadline.com подтвердил, что Endgame Entertainment будет участвовать в производстве фильма.

### Кастинг
21 сентября 2014 Джозеф Гордон-Левитт стал вести переговоры по поводу роли Эдварда Сноудена. 10 ноября 2014 было подтверждено, что Гордон-Левитт сыграет Эдварда Сноудена. 14 ноября 2014 Шейлин Вудли стала вести финальные переговоры по поводу присоединения к фильму в роли девушки Сноудена Линдси Миллс. 2 февраля 2015 Скотт Иствуд присоединился к актёрскому составу в роли агента АНБ. 4 февраля 2015 к актёрскому составу присоединились ещё три актера: Мелисса Лео сыграет Лору Пойтрас, Закари Куинто — Гленна Гринвальда, а Том Уилкинсон — Юэна Макаскилла. 13 февраля 2015 Variety сообщил, что Бен Шнетцер также присоединился к фильму. 19 февраля 2015 Тимоти Олифант присоединился к фильму в роли агента ЦРУ. 20 февраля 2015 Рис Иванс и Джоэли Ричардсон были добавлены в актёрский состав фильма. 23 февраля 2015 Николас Кейдж подписался сыграть роль бывшего служащего американской разведки. 25 февраля 2015 Кит Стэнфилд был добавлен в актёрский состав в роли коллеги и близкого друга Сноудена. 8 сентября 2016 года стало известно, что Эдвард Сноуден принял участие в съёмках фильма. По словам исполнительного продюсера фильма Игоря Лопатенка, Сноуден провел один съёмочный день в Москве.

### Съёмки
Съёмки начались 16 февраля 2015 года в Мюнхене и продлились до середины мая 2015 года.

### Релиз
20 февраля 2015 года премьеру в США назначили на 25 декабря 2015 года. Осенью 2015 года премьеру перенесли на 13 мая 2016 года. 19 февраля 2016 года премьеру вновь перенесли — на 16 сентября 2016 года.
9 сентября 2016 года на международном кинофестивале в Торонто состоялась мировая премьера фильма Стоуна.
13 сентября 2016 года в Москве в кинотеатре «Москва» состоялась российская премьера фильма.
16 сентября 2016 года фильм вышел в американский прокат.

## Награды и номинации
- 2016 — приз «Бронзовая лягушка» фестиваля операторского искусства Camerimage (Энтони Дод Мэнтл).
- 2016 — премия «Спутник» за лучший адаптированный сценарий (Киран Фицджеральд, Оливер Стоун), а также номинация в категории «Лучший актёр».
- 2017 — номинация на премию «Грэмми» за лучшую песню для визуальных медиа (Питер Гэбриэл за песню «The Veil»).
- 2017 — номинация на премию «Золотая малина» за худшую мужскую роль второго плана (Николас Кейдж).